# Cantó de Tornon d'Agenés
El cantó de Tornon d'Agenés és un cantó francès del departament d'Òlt i Garona, situat al districte de Vilanuèva d'Òlt. Té 10 municipis i el cap és Tornon d'Agenés.

## Municipis
- Anthé
- Borlens
- Cazideroque
- Corbiac
- Masquièras
- Montairal
- Sant Jòrdi
- Sant Vite
- Thézac
- Tornon d'Agenés

## Història
| Data d'elecció                           | Identitat            | Partit        | Qualitat |
| ---------------------------------------- | -------------------- | ------------- | -------- |
| 1970-1988                                | Pierre Morel         | UDF           |          |
| 1988-19..                                | Jean-Jacques Laffore | PS            |          |
| 19..-2001                                | Jacques Faux         | PS            |          |
| 2001-2008                                | Jean-Pierre Lacam    | Divers droite |          |
| 2008-                                    | Daniel Borie         | PS            |          |
| les dades anteriors no són pas conegudes |                      |               |          |
|                                          |                      |               |          |

## Demografia
| 1962  | 1968  | 1975  | 1982  | 1990  | 1999  | 2006  |
| ----- | ----- | ----- | ----- | ----- | ----- | ----- |
| 4.857 | 6.129 | 7.035 | 7.320 | 7.126 | 6.703 | 6.802 |